# Ayşe Deniz Karacagil
Ayşe Deniz Karacagil, née le 23 août 1993 et morte le 29 mai 2017, également connue sous le nom de Destan Temmuz, est une militante turque qui combattit avec le Parti communiste marxiste-léniniste dans le Bataillon international de libération pendant le conflit au Rojava de la guerre civile syrienne.

## Biographie

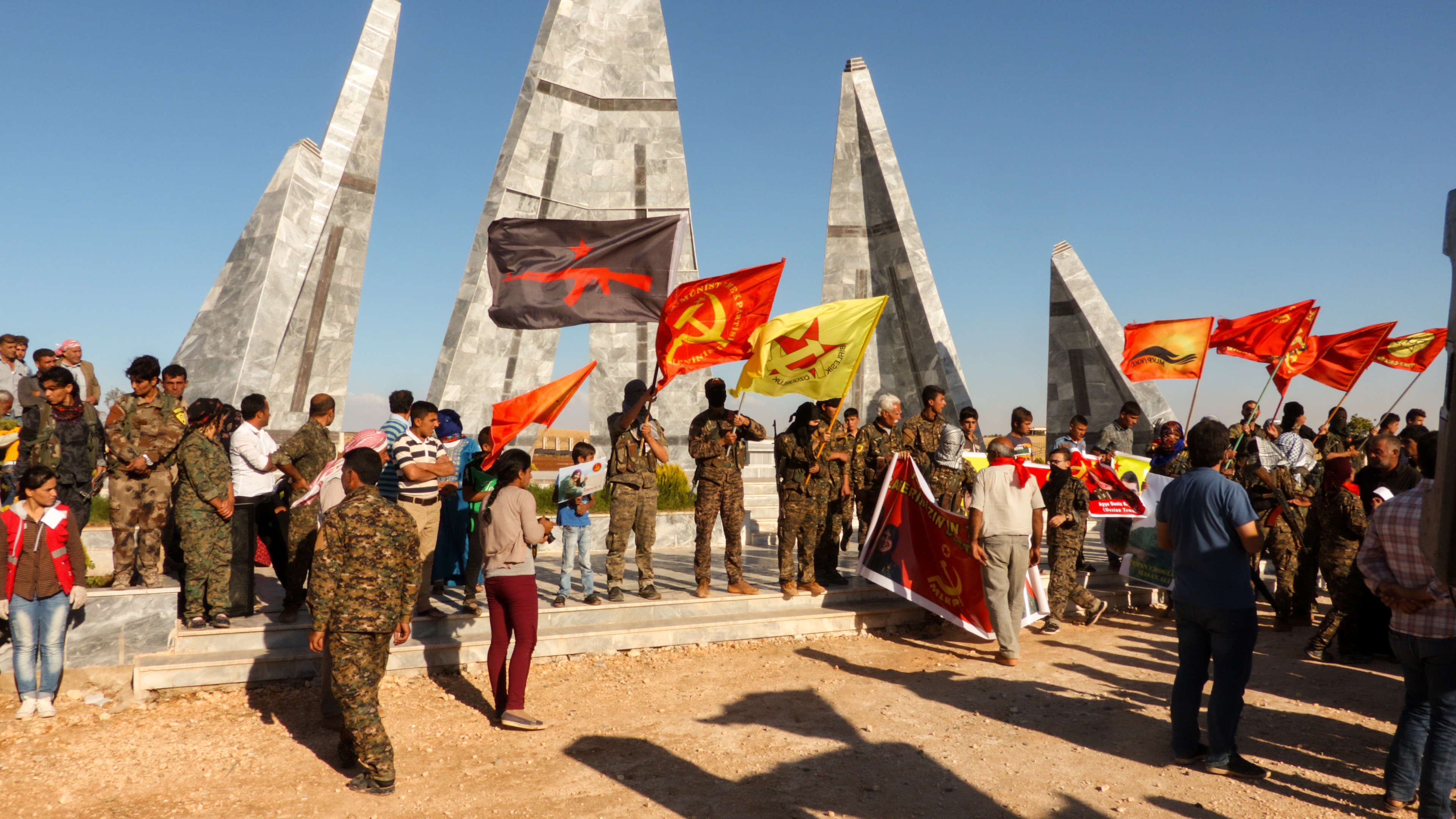
Membres du Bataillon international de libération lors des funérailles de Karacagil au Cimetière des Martyrs, Kobanî, juillet 2017

Karacagil attire l'attention nationale en Turquie lors de son implication dans les manifestations de 2013 au parc Gezi,. Elle est tuée par l'État islamique dans le sous-district de Raqqa lors de la campagne de Raqqa. Elle est enterrée au cimetière des Martyrs, à Kobanî. 
Ses parents sont poursuivis pour terrorisme en Turquie pour avoir salué le poing levé lors de ses funérailles en Syrie. Ils sont finalement acquittés en mai 2018.